# Michael Crafter
Michael Richard Crafter (* 28. Juni 1981) ist ein australischer Rock- und Metalmusiker, sowie Musikmanager. Er lebt nach der Straight-Edge-Lebensweise.

## Karriere

### Als Musiker
Er ist ein Gründungsmitglied von I Killed the Prom Queen, wo er bis zu der zwischenzeitlichen Auflösung der Band als Sänger fungierte. Er ist auf allen Veröffentlichungen der Gruppe zu hören. Das Album Music for the Recently Deceased, das 2006 mit neuen Gesangsspuren eingespielt wurde, nachdem er aus der Band geworfen wurde, enthält in der 2011 neu veröffentlichte Version eine zweite CD mit den Gesangsparts von ihm. 2008 spielte er mit der Band die Say Goodbye-Abschiedstournee.
Nachdem sich I Killed the Prom Queen 2006 aufgelöst hatte, schloss er sich der Gruppe Carpathian an, welche kurz vor seinem Engagement als Sänger ihr Debütalbum Nothing to Lose herausbrachte. Nach sieben Monaten, Anfang 2007, trennten sich die Wege. Crafter hat mit der Band, hingegen größerer Meinungen, niemals mit der Band an einem Tonträger gearbeitet. Er schloss sich der US-amerikanischen Band Bury Your Dead an, die er bereits im Mai gleichen Jahres aufgrund persönlicher Differenzen mit den anderen Musikern wieder verließ.
2008 gründete er die Band Confession, dessen Musiker aus Byron Bay, Brisbane, Adelaide, Melbourne und Victoria stammen. Mit der Gruppe nahm er eine EP und zwei Alben auf: Can’t Live, Can’t Breathe (EP, 2008), Cancer (Album, 2009) und The Long Way Home (Album, 2011). Letzteres Album stieg in die heimischen Charts ein.
Er war zudem einige Zeit lang Manager der Death-Metal-Band Thy Art Is Murder aus Sydney. Zudem richtet er das Prepare to Burn Festival aus.

### Blogger, Kleidungslinie und Fernsehen
Crafter ist in der australischen Musikszene bekannt. Er führte den Blog Broken Glass Online, der wegen der teilweise pornografische Inhalte gesperrt wurde. Auf seinem zweiten Forum Can’t Stop Won’t Stop fanden sich solche Inhalte.
2008 nahm er an der Fernsehreihe Big Brother teil. Dort wurde er allerdings nach drei Tagen aus dem Haus gewählt. Seine Wahl war jedoch gewollt, da er mit I Killed the Prom Queen an derer Abschiedstournee teilnahm. Auch ist er in der Dokumentation der Band Parkway Drive auf deren DVD (Parkway Drive: The DVD) zu sehen.
Crafter gründete sein eigenes Mode-Label unter dem Namen Mistake Clothing.

## Diskografie

### Mit I Killed the Prom Queen

#### EPs
- 2002: Choose to Love, Live, or Die (Final Prayer)
- 2005: Your Past Comes Back to Haunt You (Resist Records)

#### Split-CDs
- 2003: I Killed the Prom Queen/Parkway Drive Split CD (Final Prayer)

#### Alben
- 2003: When Goodbye Means Forever (Resist Records, 2004 neu aufgelegt bei Eulogy Recordings)
- 2006: Music for the Recently Deceased (Stomp Records, Metal Blade Records, nur auf der Neupressung des Jahres 2011 [Bonus-CD])

#### Live-CDs/DVDs
- 2008: Sleepless Nights and City Lights (Live-DVD; Hand of Hope Records)

### Mit Confession
- 2008: Can’t Live, Can’t Breathe (Resist Records)
- 2009: Cancer (Resist Records)
- 2011: The Long Way Home (Resist Records, Lifeforce Records, Mediaskare Records)
- 2014: Life And Death Lifeforce Records